# Linneateatern
Linneateatern är en teatergrupp i Växjö, bildad 1979. Linneateatern har bland annat satt upp musikaler, operor och operetter, kyrkospel, historiska spel och barnteater på olika platser i och omkring Växjö, däribland Växjö konserthus, Växjö teater, Huseby, Karolinerhuset och Residenset.